# Levántate y baila/Aviva y calienta
"Get Up and Dance / Hot Up and Heated" es un sencillo del cantante y compositor británico Junior Giscombe, lanzado en el segundo trimestre de 1980. El sencillo incluye "Get Up and Dance" en el lado A y "Hot Up and Heated" en el lado B. Ambas pistas fueron escritas por Junior Giscombe y Junior Douglas y producidas por Junior Douglas. El sencillo alcanzó el número 1 en la lista de singles francesa y el número 1 en la lista Billboard Breakout en los Estados Unidos. 

Al reflexionar sobre el éxito inesperado de la canción, Giscombe recordó:
Hice una canción llamada 'Get Up And Dance' / 'Hot Up And Heated' alrededor de 1978/79, y no tenía idea de qué tan grande era ese disco de 12 pulgadas en Europa. Cuando fui a Francia para hacer un espectáculo frente a unas cuatro mil personas en París, y subí al escenario para cantar " Mama Used To Say ", cuando empezaron la canción, ¡todos empezaron a abuchear! (Risas) Pensé: “Un momento, ¡ustedes me llamaron aquí!” 

## Listado de pistas
7"
1. "Levántate y baila" – 4:22
2. "Caliente y acalorado" – 4:41

12"
1. "Levántate y baila" – 6:28
2. "Caliente y acalorado" – 6:47

## Personal
- Junior Giscombe – voz principal, compositor
- Junior Douglas – compositor, productor
- Hope Richardson - compositora
- Pascal - compositor

## Gráficos
| Gráfico (1980)                          | Posición máxima |
| --------------------------------------- | --------------- |
| Lista de singles franceses (SNEP)       | 1               |
| Lista de éxitos de Billboard de EE. UU. | 1               |